# Plagiomnium
Plagiomnium, selten Kriechsternmoose, ist eine Gattung von Laubmoosen aus der Familie Mniaceae mit weltweiter Verbreitung.

## Beschreibung
Die Pflanzen dieser Gattung sind grün, nie rötlich. Fertile Triebe sind aufrecht und an der Spitze meist schopfig beblättert, sterile Triebe wachsen oft bogig überhängend oder niederliegend und sind häufig scheinbar zweizeilig beblättert. Die Blattränder sind 2- bis 5-zellreihig gesäumt. Sporenkapseln sind eiförmig bis länglich und waagrecht bis hängend.

## Systematik
Zur Gattung Plagiomnium werden weltweit 25 Arten gezählt.
In Europa sind 9 Arten vertreten, darunter:
- Plagiomnium affine
- Plagiomnium cuspidatum
- Plagiomnium elatum
- Plagiomnium ellipticum
- Plagiomnium medium
- Plagiomnium rostratum
- Plagiomnium undulatum

Die habituell ähnlichen und miteinander nahe verwandten Arten Plagiomnium affine, Plagiomnium elatum, Plagiomnium ellipticum und Plagiomnium medium werden auch zur Artengruppe Plagiomnium affine agg. zusammengefasst.